# Transmission d'entreprise en Scop
La transmission d'entreprise en Scop, aussi appelée reprise d'entreprise saine en Scop lorsqu'elle est envisagée du point de vue des salariés repreneurs, désigne un ensemble de mécanismes juridiques, financiers, comptables et organisationnels permettant d'organiser la prise de contrôle majoritaire d'une entreprise par ses salariés et l'organisation de sa gouvernance sous forme coopérative. C'est une forme particulière de reprise d'entreprise.

## Quelques chiffres
En 2022, en France, sur 2 606 Scop employant 58 137 salariés, 15 % sont issues d'une transmission d'entreprise saine et emploient 17 % de l'effectif salarié employé par les Scop. Concernant les créations de nouvelles coopératives (Scop et Scic) en 2022, 19 % sont issues d'une transmission d'entreprise saine, ce qui représente 40 nouvelles coopératives et 460 emplois.

## Particularités juridiques
Sur le plan juridique, la transmission d'entreprise en Scop peut prendre deux formes :
- la transformation directe de l'entreprise en Scop ;
- la création ex nihilo d'une Scop par les salariés et le rachat par cette Scop du fonds de commerce de l'entreprise reprise[2].

La transformation directe n'est possible que si l'entreprise reprise est une société. Avant transformation le cédant doit commencer par céder au moins une part sociale à deux ou sept salariés selon la forme juridique cible : société à responsabilité limitée (SARL), société par actions simplifiée (SAS) ou société anonyme (SA). Une assemblée générale extraordinaire est alors convoquée qui décide la transformation en Scop, adopte les nouveaux statuts, admet au sociétariat l'ensemble des salariés candidats qui souscrivent du capital à cette occasion. Le capital du cédant lui est alors remboursé directement par la société. Ces mécanismes (souscription et remboursement de capital) sont rendus possibles par le fait que les Scop sont des sociétés à capital variable. Au cours de la même assemblée générale, les salariés désormais associés élisent parmi eux leurs dirigeants sociaux. Une particularité juridique de la transformation directe est qu'il y a continuité de la personne morale : outre sa dénomination sociale, la société conserve en particulier ses numéros d'immatriculation au registre du commerce et des sociétés (RCS) et à l'INSEE (SIREN et SIRET).
Le rachat du fonds de commerce par une Scop créée préalablement est possible quelle que soit la forme juridique de l'entreprise reprise, y compris s'il s'agit d'une entreprise individuelle. Dans ce schéma, les salariés commencent par créer une Scop en apportant du capital et en adoptant des statuts qui désignent les premiers dirigeants sociaux choisis parmi eux. Puis la Scop nouvellement créée acquiert le fonds de commerce de l'entreprise qui emploie ces salariés.

## Particularités financières
La transmission d'entreprise en Scop consiste en une acquisition par les salariés de l'entreprise des parts sociales ou du fonds de commerce à un prix de marché. Ce prix est déterminé à la suite d'une évaluation de l'entreprise. Généralement, chacune des parties, les salariés repreneurs et le propriétaire cédant, fait réaliser une évaluation pour son compte par un conseil (experts-comptables, Unions régionales des Scop, etc).
Dans le cas de la reprise d'entreprise saine en Scop par rachat du fonds de commerce, en plus du fonds de commerce, la Scop nouvellement créée doit racheter l'éventuel stock et se constituer une trésorerie de démarrage.
Pour financer ces différentes dépenses (rachat des parts, du fond, du stock et constitution d'une trésorerie de démarrage), les salariés apportent du capital mais ce dernier suffit rarement. Pour faciliter ce type de reprises, certaines Régions complètent l'apport des salariés par une aide,. La différence entre le coût total de l'opération et le capital apporté par les salariés (éventuellement complété d'une aide régionale), qui représente généralement l'essentiel de la valeur de rachat, est financée par un endettement de la Scop auprès de banques commerciales ou d'établissements financiers spécialisés . Ce sont donc les résultats futurs de la Scop qui permettront de déboucler le plan de financement.
Une autre particularité des montages financiers en Scop est que les salariés-associés engagent très rarement leur caution personnelle. Il existe différents mécanismes de garantie propres au mouvement des Scop et des Scic et à l'Économie sociale et solidaire qui permettent d'éviter le recours aux cautions personnelles qui seraient de toute façon difficiles à mettre en place compte tenu du nombre d'associés et de la dilution du capital.
Parce que la reprise d'entreprise en Scop demeure parfois difficile sur le plan financier compte tenu de la valeur de certaines entreprises, la Loi du 31 juillet 2014 relative à l'économie sociale et solidaire a créé un mécanisme particulier dit de Scop d'amorçage permettant un transfert progressif du capital aux salariés pouvant s'étaler sur sept ans,,,.

## Particularités comptables
Dans le cas de la reprise d'entreprise saine par transformation de la société en Scop, un certain nombre de questions se posent aux comptables chargés de traduire comptablement les opérations juridiques et financières ayant conduit au changement de forme juridique et de propriétaires. Ainsi, il est courant que la valorisation conduise à une valeur de rachat qui dépasse la valeur des capitaux propres de la société. Cela traduit généralement, pour l'essentiel, la valorisation du fonds de commerce qui n'apparaît pas dans le bilan des sociétés créées ex nihilo. Le 3 décembre 2009, le Comité de la réglementation comptable décide que cette sur-valeur doit être comptabilisée à l'actif du bilan, comme le serait un fonds de commerce, avec toutefois un certain nombre de spécificités (notamment la nécessité de tester chaque année la validité de cette survaleur).

## Changement de mode de gouvernance
Au delà des aspects juridiques, financiers et comptables, ce qui caractérise la reprise d'entreprise saine en Scop c'est le changement de mode de gouvernance qu'elle implique,,. La société passe ainsi généralement d'un pilotage par un unique actionnaire, souvent fondateur, qui, à défaut d'une formation en gestion d'entreprise, dispose au moins de l'expérience de gestion d'entreprise acquise "sur le terrain" depuis la création de la société, à une gouvernance collective et démocratique exercée par les salariés dont les dirigeants sociaux tirent d'abord leur pouvoir d'un mandat issu d'une élection. Cette transition, complexe, nécessite d'être accompagnée,.
Lorsque ces dirigeants sociaux n'exerçaient pas précédemment des fonctions de cadres dirigeants, il y a un enjeu particulier de formation de ces dirigeants,,
.
Par ailleurs, pour conserver une cohésion des salariés-associés au delà de la reprise dont l'enjeu suffit souvent à souder les équipes, un travail de définition d'un projet collectif (ou projet coopératif) est généralement nécessaire,.